# Chellata
Chellata (en kabyle : Icellaḍen, en tifinagh : ⵉⵛⴻⵍⵍⴰⵜⴻⵏ, en arabe : شلاطة) est une commune algérienne située dans la wilaya de Béjaïa, en Kabylie.

## Géographie

### Situation
Elle est située au nord d'Akbou, sur le massif d'Illulen Usamar. Délimitée à l'ouest par la commune d'Ighram, à l'est par celle d'Ouzellaguen : 
|        | Beni-Zekki Illoula Oumalou |             |
| Ighram | Chellata                   | Ouzellaguen |
|        | Akbou                      |             |

### Lieux-dits, quartiers et hameaux
Outre son chef-lieu Ighil Ouberki, la commune de Chellata est composée à sa création des localités suivantes : Chellata, Elma, Fethoune, Feldène, At Sidi Amar, Meliha, Takhlidjt, Tizi N'Sib, Taourirt, Tala Mellal, Ighil Oumced, At Makadem, At Heyani, Aït Annane et Ait Bessai.

## Histoire
Le nom de la commune est associé à la fameuse bataille du col de Chellata en 1857. Ce col, situé à la croisée des chemins entre la commune d'Illoula Oumalou (wilaya de Tizi Ouzou), et la commune de Chellata, a vu s'opposer une union de aârchs kabyles face aux troupes coloniales françaises. 

## Agriculture
A l'instar d'autres communes montagneuses de Kabylie, une agriculture de montagne s'est développée à Chellata, reposant principalement sur l'oléiculture et l'apiculture.
La commune, en collaboration avec l'association culturelle "Tanekra", organise depuis plusieurs années un festival de la figue de barbarie.

## Personnalités
- Ash-Shellati, astronome, mathématicien et savant
- Medjahed Hamid, chanteur algérien[6]
- Cherif Mammeri  , Journaliste